# Characodoma microrhyncha
Characodoma microrhyncha is een mosdiertjessoort uit de familie van de Cleidochasmatidae. De wetenschappelijke naam van de soort is voor het eerst geldig gepubliceerd in 1922 door Marcus.